# Кононенко, Михаил Михайлович
Михаи́л Миха́йлович Кононе́нко (род. 30 октября 1987, Чернигов) — украинский шоссейный велогонщик, выступающий на профессиональном уровне с 2010 года. Чемпион Украины в шоссейной групповой гонке, победитель «Тура озера Цинхай», «Мемориала Олега Дьяченко», Race Horizon Park и других гонок. Известен прежде всего по выступлениям за украинскую континентальную команду Kolss.

## Биография
Михаил Кононенко родился 30 октября 1987 года в городе Нежине Черниговской области Украинской ССР. 
Первого серьёзного успеха на международном уровне добился в 2008 году, когда одержал победу в молодёжной гонке «Майнфранкен-Тур» в Германии и успешно выступил в многодневной гонке «Украина-Польша», где выиграл один из этапов и занял второе место в генеральной классификации.
В 2009 году стал чемпионом Украины среди андеров в гонке с раздельным стартом.
Начиная с 2010 года представлял украинскую континентальную команду Kolss Cycling Team, уже в дебютном сезоне в её составе отметился победой на четвёртом этапе «Гран-при Адыгеи», был близок к призовым позициям на «Туре Румынии» и «Туре озера Цинхай», занял восьмое место на «Гран-при Донецка».
В 2011 году выиграл пятый этап «Тура Словакии», стал вторым на «Гран-при Донецка», боролся за лидирующие позиции на главных гонках России: «Гран-при Москвы», «Гран-при Сочи», «Гран-при Адыгеи».
На шоссейном чемпионате Украины 2012 года занял шестое место в групповой гонке и получил серебро в гонке с раздельным стартом. Помимо этого, одержал победу на одном из этапов «Гран-при Сочи», расположившись в итоговом зачёте на восьмой строке. Стал седьмым на «Гран-при Донецка» и пятым на «Кубке мэра».
В 2013 году финишировал первым в гонке Race Horizon Park в Киеве, выиграл пролог «Тура Румынии» (командная гонка с раздельным стартом), заняв в генеральной классификации второе место. Также был вторым на «Гран-при Донецка», третьим в генерале «Тура Болгарии», шестым в «Туре Хайнаня», шестым в «Туре Алма-Аты», седьмым в «Кубке мэра», пятым на «Мемориале Олега Дьяченко» и на «Гран-при Москвы». При этом в зачёте украинского национального первенства был пятым в групповой гонке и третьим в разделке.
В 2014 году Кононенко одержал одну из самых значимых побед в своей спортивной карьере — на «Туре озера Цинхай», многодневной гонке высшей категории, выиграл очковую и генеральную классификации, а также один из этапов (изначально он занял здесь второе место, но после дисквалификации представителя Казахстана Ильи Давидёнка переместился на первую позицию). Кроме того, вновь победил на Race Horizon Park, закрыл десятку сильнейших на «Гран-при Сочи». Завоевал серебряную медаль на чемпионате Украины в гонке с раздельным стартом, тогда как в групповой гонке финишировал пятым.
В 2015 году впервые стал чемпионом Украины на шоссе в групповой гонке. Добавил в послужной список победы на «Мемориале Олега Дьяченко» и на Race Horizon Park, выиграл второй этап многодневной гонки «Пять колец Москвы». Показал седьмой результат на «Кубке Москвы» и на «Туре Кубани», вновь проехал «Тур озера Цинхай», но на сей раз не смог выиграть ни одного из этапов, а в генеральной классификации стал лишь пятнадцатым. В составе украинской национальной сборной принял участие в первых Европейских играх в Баку.
Продолжая выступать за Kolss Cycling Team, в 2016 году выиграл «Мемориал Романа Семиньскего» в Польше и в очередной раз одержал победу на Race Horizon Park. На нескольких других гонках был близок к призовым позициям: оказался четвёртым на «Гран-при Одессы» и «Туре Алма-Аты», занял пятое место в генеральной классификации «Тура Украины» и шестое место в генеральной классификации «Тура озера Цинхай».
Среди побед в 2017 году — победы на Race Horizon Park, «Гран-при Одессы» и на седьмом этапе «Тура озера Цинхай». Другие заслуживающие внимания результаты: третье место в генеральной классификации «Тура Азербайджана», пятое место на «Туре Хайнаня», шестое место на «Туре Фучжоу», восьмое место на «Туре Украины».
Покинув Kolss, в дальнейшем Михаил Кононенко представлял румынскую Team Novak и китайскую Beijing XDS - Innova Cycling Team. На чемпионате Украины 2018 года финишировал четвёртым в групповой гонке и выиграл серебряную медаль в гонке с раздельным стартом.
Окончил Харьковскую государственную академию физической культуры. За выдающиеся спортивные достижения удостоен почётного звания «Мастер спорта Украины международного класса».